# 雷吉·卡特
雷金纳德·卡特（英語：Reginald Carter，1957年10月10日—），美国NBA联盟前职业篮球运动员。他在1979年的NBA选秀中第2轮第5顺位被纽约尼克斯选中。